# Polônia nos Jogos Olímpicos de Inverno de 1928
A  Polônia competiu nos Jogos Olímpicos de Inverno de 1928, em St. Moritz, na Suíça.